# Becquey de Beaupré

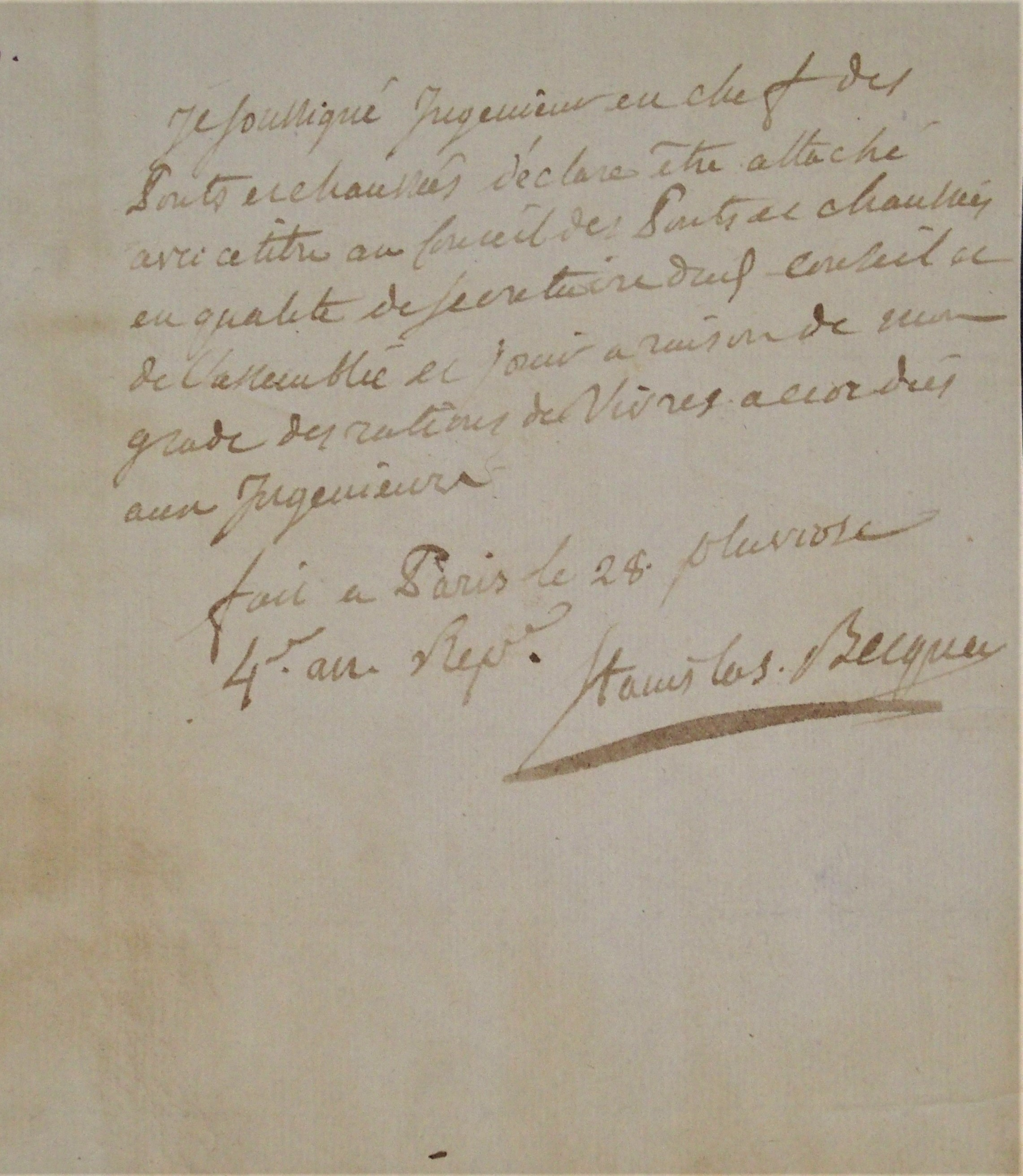
Nota manuscrita de Stanislas Becquey (28 pluvioso Año IV - 28 de febrero de 1796)

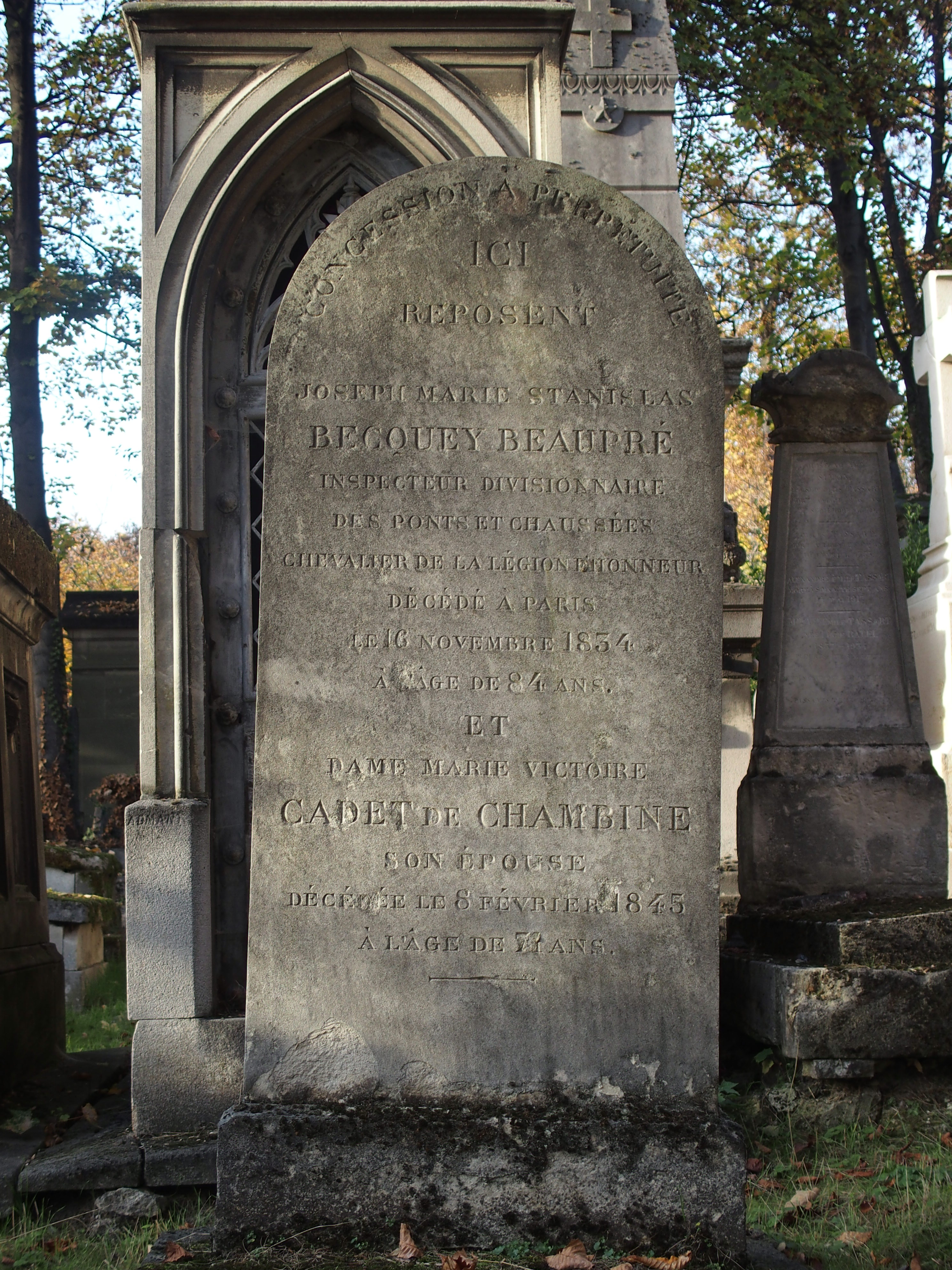
Sepultura de Joseph Marie Stanislas Becquey Beaupre en el cementerio del Père Lachaise de París

Joseph Marie Stanislas Becquey Beaupre (6 de mayo de 1751-16 de noviembre de 1834) fue un ingeniero civil francés, entre cuyas principales realizaciones figuran el puente de Austerlitz sobre el río Sena en París y el canal de Saint-Maur.

## Semblanza
Joseph Marie Stanislas Becquey Beaupre nació en París en 1751, hijo de Joseph Becquey de Beaupre, abogado en el Parlamento y de Marie Claire Ponthon, casados en Eclaron en 1752, Era el mayor de ocho hermanos, y nacido antes del matrimonio de sus padres.
Fue alumno del colegio de Troyes donde terminó sus estudios en 1768.
Se casó el 12 fructidor del año IV (29 de agosto de 1796) con Marie-Victoire Cadet de Chambine (1770-1842), viuda en primer matrimonio de Jacques-Philippe Lemor.
A través de su matrimonio se codeó con personalidades vinculadas a la administración de puentes y caminos, y vio cómo tomaba un nuevo impulso su carrera profesional:
- Anastase Louis Cadet de Chambine (1769-1847), hermano de Marie-Victoire y jefe de la división de caminos y puentes;
- Edme Charles Cadet de Chambine, padre de Marie-Victoire, primer secretario de puentes y caminos, miembro del consejo y asamblea de puentes y caminos;
- Jean Cadet de Limay, tío de Marie-Victoire, ingeniero civil, e inspector general en 1780.

Murió en París el 16 de noviembre de 1834 sin dejar descendencia. Está enterrado en el cementerio del Père Lachaise (división 51).
También era primo de Louis Becquey, parlamentario de la Assemblea Legislativa y durante la Segunda Restauración, y director general de puentes y caminos y minas de 1817 a 1830.

## Trayectoria profesional
Estudiante en 1771 en Escuela Nacional de Puentes y Caminos, estuvo a cargo de las obras del estado en Alenzón y en el puerto de La Rochelle.
Profesor de mecánica en la Escuela de Puentes y Caminos en 1776, ocupó al año siguiente un puesto de subingeniero en la generalidad de Montauban. En 1781, fue asignado a la generalidad de Soissons, y en 1791 fue nombrado ingeniero jefe del departamento del Aisne, donde se ocupó de las obras de defensa.
Parece que tuvo problemas con la policía durante la etapa revolucionaria del Directorio (1795-1799), aunque en 1796 fue nombrado secretario de la asamblea de puentes y caminos de París, y en 1798 fue asignado a Indre y Loira como ingeniero jefe de este departamento. Regresó a París en 1800, para recuperar su antiguo cargo como director de la oficina de planes de obras.
En 1801 y 1802 combinó estas dos funciones con la de director en funciones del canal de San Quintín.
En 1803, fue nombrado ingeniero jefe del departamento del Sena así como del servicio de muelles y puentes de París. Participó en los trabajos de definición (abastecimiento de agua, navegación o ambos) del canal de l’Ourcq. Diseñó el puente de Austerlitz, construido entre 1802 y 1806 sobre el río Sena en París.
Recibió en octubre de 1807 el título de "ingeniero director" de los puentes y caminos, siendo además miembro de la comisión encargada de examinar los proyectos de embellecimiento de París en 1809. En 1810 sustituyó a Bruyère en la dirección de las obras del canal de Saint-Maur, que permitió acortar un meandro del río Marne muy cerca de París.
Se jubiló el 18 de noviembre de 1815, recibió la Legión de Honor en 1821 y poco después se le otorgó la patente de inspector honorario de división del cuerpo real de puentes y carreteras. En 1825 publicó un informe sobre cimientos en terrenos arenosos escrito con Prony y Sganzin.

## Manuscritos
- Archivos Nacionales de Francia
  - París (CARAN)
    - Matrimonio: Notaría de Charles François Drugeon, notario en París: Referencia MC/ET/XLVI/604 - actas pasadas entre messidor año IV (19 de junio de 1796) y fructidor año IV (20 de septiembre de 1796);
    - Patrimonio: Oficina notarial de Adrien Philibert Moisant, notario en París: Referencia MC/ET/XLVI/874 - escrituras aprobadas entre julio 1er y el 31 de diciembre de 1834.

  - Pierrefitte-sur-Seine
    - Expediente personal: Becquey Beaupre, referencia F/14/2165/1[7]·.[8]